# 比利亞洛爾德斯
比利亞洛爾德斯（西班牙語：Villa Lourdes），是巴拿馬的城鎮，位於該國中南部，由洛斯桑托斯省的洛斯桑托斯區負責管轄，面積27.5平方公里，2010年人口1,075，人口密度每平方公里39.1人。